# Arun Pathak
Arun Pathak (ur. 14 kwietnia 1973 r. w Kanpurze) – indyjski polityk, aktywista społeczny i nauczyciel, powszechnie znany ze swoich licznych prób samobójczych.
Urodzony 14 kwietnia 1973 r. Kanpurze, pochodził z kasty braminów, jednak należał do biednej rodziny i od dzieciństwa musiał pracować na utrzymanie. W okresie młodzieńczym należał do młodzieżówki ekstremistycznej partii Shiv Sena. Jako dorosły w rodzinnym mieście pracował jako nauczyciel chemii.
W 1994 r. partia wysłała go do świątyni Shringar Gauri w Ayodhya, jednak Pathak nie został wpuszczony ze względu na członkostwo w tej partii. Wówczas na znak protestu Pathak pociął się mieczem na oczach tłumu. Jego postulaty zainteresowały wówczas Partię Większości Społecznej, która reprezentuje nietykalnych i mniejszości narodowe.
W 1998 r. Pathak ponownie podjął próbę samobójczą poprzez przyjęcie dużej dawki leków. Powodem był protest przeciwko interwencji policji wobec osób świętujących wywieszeniem flag rocznicy zniszczenia meczetu Babri w Ajodhji przez hinduistów. Wkrótce potem założył własną partię Kranti Sena i na jej czele domagał się cenzury nominowanego do Oscara filmu Woda Deepi Mehty pod zarzutem bluźnierstwa. Wobec jej odmowy skoczył do Gangesu z kamieniem przywiązanym do nogi, jednak został zaraz wyłowiony przez towarzyszących mu ludzi. W 1997 r. groził samospaleniem, żądając zamknięcia sklepów z alkoholem w sześciu świętych miastach hinduskich. Oblany ropą przez kilka godzin stał na zbiorniku wody, a po uzyskaniu pozytywnej decyzji władz zbiegł i ukrywał się.
W następnych latach należał do Indyjskiej Partii Ludowej, z jej ramienia został członkiem stanowego parlamentu.